# Ферри, Жан-Мишель
Жан-Мишель Ферри (фр. Jean-Michel Ferri; родился 7 февраля 1969 года в Лионе) — французский футболист, полузащитник, который большую часть своей карьеры провёл в составе «Нанта».

## Карьера
Жан-Мишель Ферри является воспитанником «Нанта». Основную часть своей карьеры игрока он провёл, выступая именно за эту команду. С ней в 1995 году Ферри стал чемпионом Франции. В 1998 году он перешёл в турецкий «Инстанбулспор», однако в ноябре того же года по приглашению Жерара Улье присоединился к английскому «Ливерпулю», став первым приобретением Улье на посту главного тренера этого клуба. Ферри рассматривался Улье в качестве дублёра полузащитника Пола Инса. Первые три месяца английского этапа своей карьеры Ферри лечился от травмы и дебютировал, выйдя на замену, лишь 27 февраля 1999 года в матче против «Челси» на «Стэмфорд Бридж», в котором его команда уступила 1:2. Жан-Мишель провёл ещё только один матч за клуб прежде, чем летом 1999 года покинул «Ливерпуль» и перебрался в «Сошо», где спустя год он и завершил карьеру.

## Достижения
- Чемпион Франции (1995)
- Обладатель Кубка Кирин (1994)